# Liste der Monuments historiques in Vaux-en-Dieulet
Die Liste der Monuments historiques in Vaux-en-Dieulet führt die Monuments historiques in der französischen Gemeinde Vaux-en-Dieulet auf.

## Liste der Objekte
| Bezeichnung                    | Beschreibung | Standort                          | Kennzeichnung | Schutzstatus | Datum | Bild |
| ------------------------------ | --- | --------------------------------- | ------------- | ------------ | ----- | ---- |
| Marienaltar und Gertrudisaltar | linker und rechter Seitenaltar; jeweils Altartisch und Nischenretabel; Kalkstein, Marmor, 18. Jahrhundert; aus der Abtei Belval in Belval-Bois-des-Dames | in der Kirche Ste-Gertrude (Lage) | PM08001074    | Inscrit      | 1977  |      |
| Marienaltar                    | im rechten Seitenschiff; Altartisch, Retabel und Skulptur Madonna mit Kind; Holz, farbig gefasst, um 1800                                                | in der Kirche Ste-Gertrude (Lage) | PM08001079    | Inscrit      | 1977  |      |
| Grabstein für Marie Habert     | Marmor, bezeichnet 1609 | in der Kirche Ste-Gertrude (Lage) | PM08000574    | Classé       | 1972  |      |
| Kruzifix                       | Holz, farbig gefasst und vergoldet, 18. Jahrhundert; verschwunden                                                                                        | in der Kirche Ste-Gertrude (Lage) | PM08001078    | Inscrit      | 1977  |      |
| Kreuzweg                       | 14 Gemälde; Ölfarbe auf Leinwand, Holzrahmen, 19. Jahrhundert, von Lucien Chovet                                                                         | in der Kirche Ste-Gertrude (Lage) | PM08001077    | Inscrit      | 1977  |      |
| Schrein der heiligen Gertrud   | Holz, bemalt, 16. Jahrhundert | in der Kirche Ste-Gertrude (Lage) | PM08000572    | Classé       | 1908  |      |
| Wandvertäfelung des Chorraums  | Holz, bemalt, 18. Jahrhundert | in der Kirche Ste-Gertrude (Lage) | PM08000573    | Classé       | 1977  |      |
| Kanzel                         | Holz, bemalt, 18. Jahrhundert | in der Kirche Ste-Gertrude (Lage) | PM08001076    | Inscrit      | 1977  |      |
| Kommuniontisch                 | Gusseisen, bemalt und vergoldet, Holz, 19. Jahrhundert                                                                                                   | in der Kirche Ste-Gertrude (Lage) | PM08001075    | Inscrit      | 1977  |      |